# Замок О'Ді
Замок О'Ді (англ. O'Dea Castle, ірл. Caisleán na Ó Deághaidh, Caisleán Uí Dheá) — замок О'Деа, кашлен на О Деагайд, кашлен Ві Деа — один із замків Ірландії, розташований в графстві Клер. Відомий також як Дайзерт О'Ді. Ірландське слово Dísert — дісерт — означає «оселя відлюдника» чи «відлюдна місцина». Замок збудував ірландський клан О'Ді (О'Деа) для захисту своїх земель. Замок розташовано за 3 милі від селища Корофін, біля дороги R476. Замок був побудований в 1470—1490 роках вождем клану О'Деа — Діармайдом О'Деа — лордом Кінел Фермайк. Висотою 50 футів, стоїть на вапняковій скелі. Замок знаходиться біля давнього монастиря Дісерт О'Деа.

## Історія замку О'Ді
Землі, на яких стоїть замок О'Деа споконвіку належали ірландському клану О'Деа. У ХІІ — ХІІІ століття англо-норманські феодали спробували завоювати Ірландію, але ірландські клани чинили шалений опір завойовникам. Більше того, у XIV—XV століттях перейшли у контрнаступ і відвоювали більшість своїх земель, за винятком невеликої території на сході Ірландії — Пейлу. 10 травня 1318 року на місці, де був пізніше побудований замок О'Деа відбулась битва, яка ввійшла в історію як битва Дісерт О'Деа — битва на пустищі О'Деа. У цій битві військо ірландських кланів вщент розбило військо англо-норманських феодалів. Замок О'Деа побудував ірландський ватажок Діармайд О'Деа у 1470—1490 роках. Дірмайд О'Деа був вождем клану О'деа та володарем туата Кінел Фермайк. У 1570 році граф Ормонд здобув штурмом замок О'Деа. Проте у 1584 році клан О'Деа знову повернув собі цей замок. Власником замку на той час був Домналл Маол О'Деа. Під час Дев'ятирічної війни за незалежність Ірландії 1594—1603 років він підтримав клани, які воювали на незалежність Ірландії. У це1 період часу замок захопила англійська влада і передала його у власність протестантському єпископу Кілдера — Даніелю Нейлону, що заповів його своєму сину Джону. Проте, замок знову повернув собі клан О'Деа. У 1641 році спалахнуло повстання за незалежність Ірландії. Клан О'Деа підтримав повстанців і над замком замайорів прапор Ірландської конфедерації. Замком на той час володів ірландський ватажок Конор Крон О'Деа, що брав участь в успішному штурмі замку Балліалла в 1642 році.
У 1651 році впав Лімерік — остання опора повстанців. Олівер Кромвель втопив повстання в крові. Англійська армія зруйнувала замок О'Деа. Родина Нейлон повернулася до руїн замку, частково його відновила і володіла ним до реставрації монархії на Британських островах в 1660 році. Під час правління короля Англії, Шотландії та Ірландії Карла ІІ клан О'Деа знову повернув собі замок. Сини Конора Крона О'Деа — Майкл та Джеймс підтримали короля Якова ІІ під час так званик якобітських (вільямітських) війн в Ірландії між католиками та протестантами. Король Яків ІІ програв і клан О'Деа знову втратив свій замок. Замок отримана у володіння родина Сайнг. Замок поступово прийшов у повне запустіння і перетворювався на руїну.
У 1970 році Джон О'Дей Вісконсин-Рапідс з штату Вісконсин (США) купив замок О'Деа і відреставрував його. Замок орендувала Асоціація розвитку Дайзерт за підтримки Туристичної спілки Ірландії. У замку був відкритий «Центр археології замку Дайзерт О'Ді» у 1986 році, де була зроблена виставка артефактів давнини від кам'яної доби до 1922 року.
Замок отримав нагороду «Туризм Клер» за найбільш достовірну реставрацію замків давнини.
Нині замок О'Ді це археологічний центр, музей, де виставлені експонати місцевих археологічних артефактів від найдавніших часів до нашого часу. Є багата колекція артефактів, що датуються 1700—1000 роками до нової ери. Біля замку збереглися руїни давнього монастиря Дісерт О'Деа.